# 도소주 (니제르)

도소주의 위치

도소주(프랑스어: Dosso Region)은 니제르 서남부에 있는 주이다. 주도는 도소며 2011년 기준 인구는 2,078,339명이고 면적은 31,002km2다.

## 인구
| 연도    | 인구      | ±%     |
| ------- | --------- | ------ |
| 1977    | 693,207   | —      |
| 1985    | 1,018,895 | +47.0% |
| 2001    | 1,505,864 | +47.8% |
| 2012    | 2,037,713 | +35.3% |
| source: |           |        |